# The Specials

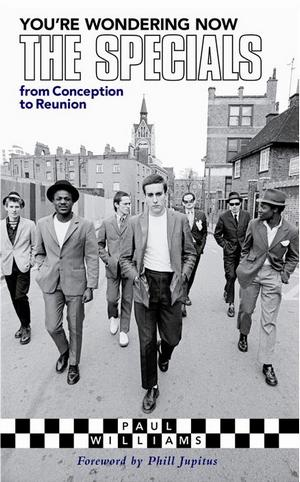
Framsida på boken You're Wondering Now-The Specials from Conception to Reunion av Paul Williams

The Specials, skinhead/2-tone ska, brittisk "ska-revival" och punkgrupp bildad 1977 i Coventry, England.

## Historia
Det som senare skulle komma att bli känt som "The Specials" hette från början "The Coventry Automatics" och bestod av Jerry Dammers, Lynval Golding och Horace Panter (senare kallad "Sir Horace Gentleman") som gjorde mindre spelningar i Coventry. Strax efteråt blev även Terry Hall och Roddy Radiation medlemmar, och bandets namn ändrades först till "The Coventry Specials" och senare till "The Special AKA".
The Clash-sångaren Joe Strummer såg en av deras spelningar och erbjöd dem att vara förband åt The Clash på deras On Parole UK Tour. Detta gav The Special AKA en större publik, och ett kort tag delade de även The Clash's ledarskap. 1979 bestämde Dammers att bilda sitt eget skivbolag, och 2 Tone Records var skapat. De släppte singeln "Gangsters", som nådde en sjätte placering på englandslistan.
Bandmedlemmarna började bära schackmönstrade mods/rude boy/skinhead-liknande kläder tillsammans med en rad andra element från typiskt 1960-tals-ungdomsmode. Deras första album var Specials som producerades av Elvis Costello. EP:n "Too Much Too Young" låg etta i två veckor på englandslistan, trots (eller tack vare?) att texten kritiserades hårt för att promota preventivmedel.
Deras andra album, More Specials, sålde inte lika bra som det första. Det var inte lika skainfluerat trots att det var de som hade startat hela "pånyttfödelsen" för skamusiken i Storbritannien. Albumet innehöll mer experimentell musik och genrer som pop, new wave och muzak. De experimenterade också med vad som skulle kunna beskrivas som dyster, nästan psykedelisk reggae.
Ghost Town nådde förstaplatsen på englandslistan sommaren 1981, men 2 Tone hade problem. Staples, Golding och Hall lämnade bandet, varpå Dammers ändrade tillbaka namnet till The Special AKA. Deras tredje album, In the Studio, släpptes 1984, tre år efter det andra, och det sålde inte särskilt bra. Låten "Free Nelson Mandela" blev dock en stor hit, också internationellt. Den blev också populär bland anti-apartheidaktivister i Sydafrika. Men Dammers lade ner The Special AKA och fortsatte sin kamp mot apartheid på heltid.

### Senare utveckling
Under årens lopp har olika medlemmar från bandet återförenats för att turnera och göra skivor i Specials- och icke-Specials relaterade projekt, men hittills har det aldrig blivit en återförening med samtliga sju originalmedlemmar. 
Terry Hall fortsatte sin verksamhet inom musikbranschen med popbandet Fun Boy Three tillsammans med ex-specialsmedlemmarna Neville Staples och Lynval Golding. De hade en kort men framgångsrik tid med hits som "Tunnel of Love", "Our Lips Are Sealed" och "The Lunatics (Have Taken Over The Asylum)". Från 1984 till 1987 var Hall frontfigur i The Colourfield med viss framgång. När de splittrades fortsatte han med en solokarriär inom New Wavegenren. Han sjöng även lite på Dub Pistols' album.
I början av 1990-talet bildade medlemmar från ett annat 2 Tone-band, The Beat, Special Beat tillsammans med medlemmar från The Specials. De uppförde livespelningar som var en mix på The Specials- och The Beatsånger. De släppte även några livealbum.
När skamusiken fick en renässans i USA (med band som No Doubt) i mitten på 1990-talet återförenades de flesta medlemmarna från The Specials och spelade in "Today's Specials", ett album med gamla reggaeklassiker, men också låtar från bl.a. Neil Diamond och The Clash. Det gjorde en uppföljare 1998, fast nu med nyskrivet material, "Guilty 'Til Proved Innocent". Gruppen gav sig ut på krävande turneringar i samband med båda skivsläppen. På den senare medverkade också Tim Armstrong och Lars Fredriksen från Rancid.
The Specials' sång "Little Bitch" finns med i John Hughes film Födelsedagen med Molly Ringwald. Andra sånger av The Specials och Special A.K.A. har tagits med i videospelet Dance Dance Revolution, TV-serien Father Ted och soundtracken till filmerna SLC Punk, Snatch, Shaun of the Dead, Grosse Pointe Blank och An Extremely Goofy Movie.

## Återförening
Den 30 mars 2008 bekräftade Hall att The Specials skulle återförenas för en turné under hösten 2008, och eventuellt också för att spela in ny musik. Detta bekräftades senare officiellt den 7 april samma år. Den 6 september 2008 spelade sex bandmedlemmar på huvudscenen på festivalen Bestival. Framträdandet var festivalens "överraskningsakt". I december 2008 presenterades en turné för 2009 för att fira trettioårsjubileet. Det bekräftades då att grundmedlemmen Jerry Dammers inte skulle vara med på denna turné. Halls uttalande om detta var att "dörrarna fortfarande stod öppna för honom". Dammers beskrev denna återförening som ett övertagande och hävdade att han blivit tvingad ut ur bandet.
Den 10 april 2009 gästade The Specials BBC Twos Later... with Jools Holland. Följande månad uttryckte Golding och Bradbury sina planer på att släppa nytt material från bandet, senare under året. Den 8 juni 2009 bekräftades att The Specials skulle utöka sin turné och återvända till ställen de tidigare missat tidigare under året. Under juli och augusti 2009 hade bandet flera spelningar i Australien och Japan. I oktober belönades de med "Inspiration Award" vid Q Awards, och år 2010 hade de ett framträdande på den nederländska festivalen Lowlands.
Under en intervju på Green Room i Manchester i november 2010 bekräftade Terry Hall att det skulle bli fler turnédatum under hösten 2011 och berättade även där att de hade gillat att spela live igen. "Det är ett firande av någonting som hände i ditt liv och som var viktigt, och vi kommer att göra det igen nästa år, och kanske efter det är det slut."

## Bandmedlemmar

### Nuvarande medlemmar
- Terry Hall – sång (1977–1981, 2008–)
- Lynval Golding – sång, gitarr (1977–1981, 1996–2001, 2008–)
- Sir Horace Gentleman – basgitarr (1977–1981, 1996–2001, 2008–)
- Tim Smart – trombon (2008–)
- Nikolaj Torp Larsen – keyboard (2008–)
- Steve Cradock – sologitarr (2014–)
- Pablo Mendelssohn – trumpet (2014–)
- Kenrick Rowe – trummor (2019–)

### Tidigare medlemmar
- Jerry Dammers – keyboard (1977–1984)
- Silverton Hutchinson – trummor (1977–1979)
- Tim Strickland – sång (1977)
- Roddy Radiation – gitarr, sång (1978–1981, 1993, 1996–2001, 2008–2014)
- Neville Staple – sång, slagverk (1978–1981, 1993, 1996–2001, 2008–2012)
- John Bradbury – trummor (1979–1984, 2008–2015; död 2015)
- Rico Rodriguez – trombon (1979–1981, 1982; död 2015)
- Dick Cuthell – trumpet, flygelhorn (1979–1984)
- Rhoda Dakar – sång (1981–1982, 1982–1984)
- John Shipley – gitarr (1981–1984)
- Satch Dickson – percussion (1982)
- Groco – percussion (1982)
- Anthony Wymshurst – gitarr (1982)
- Stan Campbell – sång (1982–1984)
- Egidio Newton – sång, slagverk (1982– 1983)
- Nick Parker – sång (1982)
- Garry McManus – basgitarr (1983–1984)
- Jon Read – trumpet, percussion, basgitarr (1996–2001, 2008–2014)
- Adam Birch – trumpet (1996–2001, 2008)
- Mark Adams – keyboard (1996–2001)
- Aitch Bembridge – trummor (1996–2001)
- Drew Stansall – saxofon, flöjt (2008–2019)
- Gary Powell – trummor (2016–2019)

### Turnerande medlemmar
- Nigel Reeve – saxofon (1981–1984)
- Caron Wheeler – bakgrundssång (1981–1984)
- Claudia Fontaine – bakgrundssång (1981–1984)

### Galleri

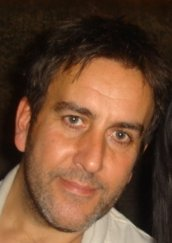
Terry Hall
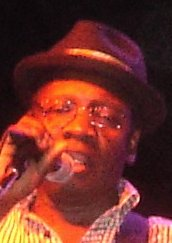
Lynval Golding
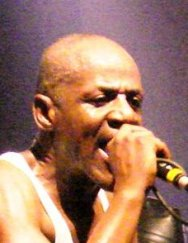
Neville Staple
2 Tone flagga

## Diskografi
Studioalbum
- The Specials (1979)
- More Specials (1980)
- In the Studio (1984) (under namnet "Special A.K.A.")
- Today's Specials (1996)
- Guilty 'Til Proved Innocent! (1998)
- Skinhead Girl (2000)
- Conquering Ruler (2001)
- Encore (2019)

Livealbum
- BBC Radio 1 Live In Concert (1992)
- Live at The Moonlight Club (1997)
- Blue Plate Specials Live (1999)
- Ghost Town: Live at Montreaux Jazz Festival 1995 (1999)
- More... Or Less: The Specials Live (2012)

EPs
- The Special A.K.A. Live! EP (1980) UK Albums Chart #1
- Peel Sessions (1987)
- The Two Tone EP (1993)
- The Specials E.P. Live! (2012)

Samlingsalbum
- The Singles Collection (1991)
- Dawning of a New Era (1994) (som Coventry Automatics aka The Specials)
- Too Much Too Young: The Gold Collection (1996)
- Best of the Specials (1996)
- Concrete Jungle (1998) (som The Specials and Friends)
- BBC Sessions (1998)
- A Special Collection (1999)
- Stereo-Typical: A's, B's and Rarities (2000)
- Archive (2001)
- Greatest Hits (2006)
- The Best of the Specials (2008)

Singlar
- "Gangsters" (1979) UK Singles Chart #6 (som The Special A.K.A.)
- "A Message To You Rudy" (1979) UK #10
- "Rat Race" (1980) UK #5
- "Stereotype" (1980) UK #6
- "Do Nothing" (1980) UK #4
- "Ghost Town" (1981) UK #1
- "Hypocrite" (1996) UK #66
- "Pressure Drop" (1996)